# Sitticus designatus
Sitticus designatus là một loài nhện trong họ Salticidae.
Loài này thuộc chi Sitticus. Sitticus designatus được Elizabeth Maria Gifford Peckham & George William Peckham miêu tả năm 1903.